# Nadprzeobrażenie

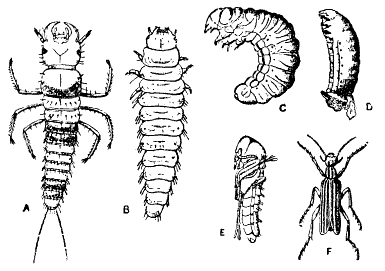
Etapy rozwoju oleicy Epicauta vittata: A,B,C. larwy, D. pseudopoczwarka, E. poczwarka, F. imago

Nadprzeobrażenie, hipermetabolia, hipermetamorfoza, przeobrażenie wielokrotne (łac. hypermetamorphosis) – rodzaj holometabolii, w którym występuje stadium pseudopoczwarki (pseudochrysalis), zwanej też poczwarką rzekomą lub larwą nieruchliwą (larva coarctata), a poszczególne stadia albo przynajmniej jedno stadium larwalne wykazuje znaczne różnice morfologiczne i biologiczne. Z pseudopoczwarki wylęga się kolejne stadium larwalne przekształcające się w poczwarkę.
Zjawisko nadprzeobrażenia występuje u przedstawicieli różnych rzędów owadów, np. u chrząszczy (oleicowate, wachlarzykowate, Micromalthidae, drwionkowate, Bostrychidae), muchówek (Acroceridae, Bombyliidae), niektórych błonkówek (Eucharitidae, Chalcididae, Proctotrupidae) i wachlarzoskrzydłych.